# 2783 Csernisevszkij
A 2783 Csernisevszkij (ideiglenes jelöléssel 1974 RA2) a Naprendszer kisbolygóövében található aszteroida. Nyikolaj Sztyepanovics Csernih fedezte fel 1974. szeptember 14-én.
Nevét Nyikolaj Gavrilovics Csernisevszkij után kapta.